# Dreifaltigkeitskirche (Neumarkt in Schlesien)
Die Dreifaltigkeitskirche (auch Friedenskirche) in Środa Śląska (deutsch: Neumarkt in Schlesien) war eine evangelische Kirche.

## Geschichte
Der Grundstein wurde 1744 gelegt. Die Kirche an der Ecke Bahnhofstraße (heute Kolejowa) / Constadttstraße wurde 1745 eingeweiht. Erst 1797 erhielt die Kirche ein Geläut durch vier Glocken auf dem Rathausturm. In der Gruft waren etwa 30 Menschen bestattet, u. a. Gefallene der Schlacht bei Leuthen. Nach 1935 war das örtliche Stadtmuseum in der Dreifaltigkeitskirche untergebracht.
Nach dem Übergang Schlesiens in infolge des Zweiten Weltkriegs 1945 an Polen wurde die Kirche 1946 zusammen mit dem danebenliegenden Kantorhaus abgerissen.

## Bauwerk
Der Bau war als Bethaus ohne Turm gestaltet. Eine Besonderheit war, dass es zwei Sakristeien gab. Der Kirchenraum war ringsum von zweistöckigen Emporen umgeben. Über dem Altar befand sich als Symbol der Dreifaltigkeit das Gottesauge im Dreieck über Krone und Strahlensonne.